# Antíoc XI Epífanes
Antíoc XI Epifanes o Filadelf (en llatí Antiochus Epiphanes, en grec antic Ἀντίοχος Ἐπιφανής Φιλάδελφος) fou rei associat selèucida del 95 aC al 92 aC.
Era fill d'Antíoc VIII Grypos a la mort del qual, el 96 aC, es va declarar (junt amb tres germans més) a favor de que regnés un cinquè germà (el gran), Seleuc VI Epifanes. Al morir Seleuc VI durant una revolta popular a Mopsuèstia, el seu germà Demetri III Eucàros va assolir la corona, i va associar al regne als seus germans Felip I Filadelf i Antíoc XI Epifanes Filadelf. El 92 aC Antíoc XI va participar en l'atac de Demetri III contra Antioquia, que va ser rebutjat per un altre germà, Antíoc X Eusebios. Durant la retirada, en travessar el riu Orontes a cavall, Antíoc XI es va ofegar.